# Samões
Samões es una freguesia portuguesa del municipio de Vila Flor, con 13,55 km² de superficie y 413 habitantes (2001). Su densidad de población es de 30,5 hab/km².